# WZWモデル
理論物理学および数学において、ベス・ズミノ・ウィッテンモデル (Wess–Zumino–Witten (WZW) model) とは、アフィン・カッツ・ムーディ代数が解となるような単純な共形場理論モデルのことを言う。WZWモデルと省略されたり、ベス・ズミノ・ノヴィコフ・ウィッテンモデル(Wess–Zumino–Novikov–Witten model)とも言う。命名はユリウス・ヴェス、ブルーノ・ズミノ、セルゲイ・ノヴィコフとエドワード・ウィッテンによる
。

## 作用
G をコンパクトで単連結なリー群とし、g をその単純リー代数とする。γ を G に値を持つ複素平面上の場とする。さらに、γ をリーマン球面 S2上で定義したい。これは無限遠点を加えることで複素平面をコンパクト化したものである。
そこで、WZWモデルは、次で与えられる作用をもつ γ で定義される非線型シグマモデルと定義される。
{\displaystyle S_{k}(\gamma )=-\,{\frac {k}{8\pi }}\int _{S^{2}}d^{2}x\,{\mathcal {K}}(\gamma ^{-1}\partial ^{\mu }\gamma \,,\,\gamma ^{-1}\partial _{\mu }\gamma )+2\pi k\,S^{\mathrm {WZ} }(\gamma ).}
ここに ∂μ  =  ∂/∂xμ は偏微分であり、和はユークリッド計量のインデックスを渡る普通のアインシュタインの縮約記法を使う。ここに、{\displaystyle {\mathcal {K}}} は g 上のキリング形式であり、従って、第一項は、場の量子論の標準的な力学項である。
項 {\displaystyle S^{WZ}} は、ベス・ズミノ項 (Wess–Zumino term) と呼ばれ、次のように書くことができる。
{\displaystyle S^{\mathrm {WZ} }(\gamma )=-\,{\frac {1}{48\pi ^{2}}}\int _{B^{3}}d^{3}y\,\epsilon ^{ijk}{\mathcal {K}}\left(\gamma ^{-1}\,{\frac {\partial \gamma }{\partial y^{i}}}\,,\,\left[\gamma ^{-1}\,{\frac {\partial \gamma }{\partial y^{j}}}\,,\,\gamma ^{-1}\,{\frac {\partial \gamma }{\partial y^{k}}}\right]\right)}
ここに、[,] は交換子であり、εijk は完全反対称テンソル(completely anti-symmetric tensor)で、積分は、座標 yi (i = 1, 2, 3) に対し、単位球 {\displaystyle B^{3}} を渡ることする。この積分では、場 γ は単位球の内部で定義されるように拡張される。ホモトピー群 π2(G) が常に任意のコンパクトな単連結なリー群の上ではゼロとなることから、この拡張はいつでも可能である。もともと γ を2次元球面 {\displaystyle S^{2}=\partial B^{3}} 上で定義した。

### 引き戻し
ea がリー代数の基底ベクトルとすると、{\displaystyle {\mathcal {K}}(e_{a},[e_{b},e_{c}])} はリー代数の構造定数であることに注意する。また、構造定数は完全反対称であるので、これらは G の群多様体の3-形式を決定する。従って、上記の積分は、まさに調和 3-形式の球面 {\displaystyle B^{3}} への引き戻しである。調和 3-形式の γ* による引き戻しを c と書くと、
{\displaystyle S^{\mathrm {WZ} }(\gamma )=\int _{B^{3}}\gamma ^{*}c}
となる。この形式は、WZ項のトポロジカルな解析へ直接つながっていく。
幾何学的には、この項は多様体の捩率テンソルを記述している。この捩れの存在は強制的に多様体の遠隔平行性となり、捩れをもつ曲率テンソルの自明性を導く。従って、繰り込みフローや繰り込み群の赤外固定点(infrared fixed point)、ジオメトロスタシス(geometrostasis)と呼ばれる現象を把握することができる。

### トポロジカルな障害
球体の内部内部の場の拡張は一意的ではなく、拡張とは独立であるという物理的要請より、レベルと呼ばれる結合パラメータ k について量子化条件を導入することとなる。γ の球体の内部への異なった 2つの拡張を考える。これらは平坦な 3次元空間からリー群 G への写像である。ここでこれらの 2つの球を境界 {\displaystyle S^{2}} で互いに貼り合わせることを考える。貼り合わせの結果はトポロジカルな3-球となり、各々の球体 {\displaystyle B^{3}} は {\displaystyle S^{3}} の半球である。γ のそれぞれの球体上での 2つの異なる拡張は、写像 {\displaystyle S^{3}\rightarrow G} となる。しかし、任意のコンパクトな単連結なリー群 G に対して、ホモトピー群 π3(G) = Zである。
このようにして、
{\displaystyle S^{\mathrm {WZ} }(\gamma )=S^{\mathrm {WZ} }(\gamma ')+n~,}
を得る。ここに γ と γ' は 2つの異なる球体上への拡張を表し、n は整数で互いに貼り合わせたときの巻き付き数を表す。
もし、
{\displaystyle \exp \left(i2\pi kS^{\mathrm {WZ} }(\gamma )\right)=\exp \left(i2\pi kS^{\mathrm {WZ} }(\gamma ')\right).}
であれば、これらのモデルの導く物理が同じでなるはずである。このようにしてトポロジカルな考えは、レベル k は G がコンパクトな単連結な単準リー群のときには整数であるはずであるという結論を導く。半単純、もしくは非連結なコンパクトリー群に対しては、各々の連結で単純な成分ごとに整数のレベルがある。
このトポロジカルな障害はまた、理論のアフィンリー代数の対称性の表現論ともみなすことができる。各々のレベルが正の整数の場合に、アフィンリー代数はある絶対的な整数の最高ウェイトであるユニタリな表現論を持つ。そのような表現は、各々の単純ルートではられる部分代数に関して、有限次元の部分代数へ分解し、対応する負のルートとその交換子は、カルタンの生成子を形成する。
SL(2,R) のような非コンパクトな単純リー群 G についての WZWモデルに興味が向き、これらはジュアン・マルダセーナ(Juan Maldacena)や大栗博司(Hirosi Ooguri)により 3次元の反ド・ジッター空間上の弦理論を記述することに使われた。 これは群 SL(2,R) の普遍被覆である。この場合には、π3(SL(2,R)) = 0 となるので、トポロジカルな障害はなく、レベルは整数となるとは限らない。対応して、そのような非コンパクトなリー群の表現論はこれらのコンパクトな部分よりも豊かな内容を持つ。

### 一般化
上記ではWZWモデルをリーマン球面上で定義したが、γ がコンパクトリーマン面上にあるように一般化する。

## カレント代数
WZWモデルのカレント代数(current algebra)は、カッツ・ムーディリー代数である。ストレスエネルギーテンソルは菅原構成(Sugawara construction)により与えられる。

### コセット構成
WZWモデルの商を取ると、中心電荷が元の 2つの差異であるような新しい共形場理論を得られる。